# Edmond Modeste Lescarbault
Edmond Modeste Lescarbault, né le 11 août 1814 à Châteaudun et mort le 6 avril 1894, est un astronome amateur français.

## Biographie
Edmond Lescarbault soutient sa thèse de médecine en 1848, puis ouvre un cabinet à Orgères-en-Beauce où il exerce jusqu'en 1872. 
Passionné d'astronomie, il installe un observatoire dans sa maison et entretient une correspondance nourrie avec les sociétés savantes. Il est surtout connu pour sa lettre du 22 décembre 1859 à Urbain Le Verrier dans laquelle il affirme avoir observé – le 26 mars 1859 – l'hypothétique planète Vulcain entre le Soleil et l'orbite de Mercure (cette lettre est publiée, accompagnée d'une réponse de Le Verrier, dans les Comptes rendus des séances de l'Académie des sciences, le 2 janvier 1860).
Cette découverte lui vaut d’être nommé, à la demande de Le Verrier, chevalier de la Légion d'honneur en 1860.
De 1873 à 1893, il consigne ses observations météorologiques faites à Orgères dans de petits carnets manuscrits, les illustre parfois de dessins et de notes liées à l’astronomie.
Dans sa notice nécrologique de 1894, publiée en 1898 par la Société archéologique d'Eure-et-Loir, l'abbé Sainsot écrit :« Le respect de la vérité nous oblige à dire que plusieurs savants, et non des moins autorisés, M. Camille Flamarion entre autres, ont toujours fait peu de cas de la science astronomique de M. Lescarbault et révoqué en doute sa précieuse découverte » . 

## Sources
- Martial Moreau - Association Astronomique Antarès de Guillonville, « Biographie du Dr Lescarbault Astronome local », sur astroantares.fr, novembre 1999 (consulté le 13 septembre 2021)
- Article dans la Revue des Deux Mondes sur l'observation de Lescarbault
- Biographie sur le site cadransolaire28.free.fr